# Los nuevos españoles
Los nuevos españoles és una pel·lícula espanyola de 1974, dirigida per Roberto Bodegas i produïda per José Luis Dibildos. Va ser protagonitzada (coralment) per José Sacristán, María Luisa San José, Amparo Soler Leal, Antonio Ferrandis, Manuel Zarzo, Manuel Alexandre, Josele Román, Rafael Hernández i William Layton.
És una comèdia social, amb aspectes costumistes. Es plantegen de forma pessimista els canvis de costums i formes econòmiques i laborals en la societat espanyola de finals del franquisme, amb crítiques a la modernització econòmica entesa com a deshumanització, i a la dependència exterior dels Estats Units.
Música de Carmelo Bernaola, i fotografia de Manuel Rojas.

## Premis
30a edició de les Medalles del Cercle d'Escriptors Cinematogràfics
| Categoria                   | Candidat          | Resultat  |
| --------------------------- | ----------------- | --------- |
| Millor actor de repartiment | Antonio Ferrandis | Guanyador |